# سوبر ماركت (مسرحية)
سوبر ماركت هي مسرحية كوميدية أنتجت عام 1992 في دمشق، وهي من إخراج وبطولة الممثل أيمن زيدان، شارك فيها عدد من الممثلين السوريين منهم شكران مرتجى وطالب العزيزي. قدّم المسرح السوري القومي المسرحية في تونس وهو الأول له خارج دولة سوريا.
عرضت المسرحية لعدة مرات، لمرتين متتاليتين بين عامي 1992 و2008، وللمرة الثالثة في سبتمبر 2021 بصياغة جديدة منها. كما عُرضت في مهرجان المسرح العربي الثالث عشر والمقام بمدينة الدار البيضاء من 10 إلى 16 يناير 2023 .

## القصة
تروى المسرحية قصة حقيقية وقعت في عام 1984 حيث قامت مجموعة من النساء الإيطاليات بالسطوعلى سوبرماركت لبيع المواد الغذائية احتجاجًأ لغلاء الأسعار وعجزهن عن تأمين أدنى مستلزمات الحياة.
القصة مأخوذة من النص الإيطالي لا تدفع الحساب من تأليف داريوفو، ترجمة نبيل الحفار.